# Акпынар, Мурат
Мурат Акпынар (тур. Murat Akpınar; 24 января 1999 года, Дюзкёй) — турецкий футболист, полузащитник клуба «Трабзонспор».

## Клубная карьера
Мурат Акпынар занимался футболом в клубах «Ени Дюзкёйспор» и «Трабзонспор». Первую половину 2018 года он играл на правах аренды за «1461 Трабзон» в Третьей лиге. 31 октября 2018 года он дебютировал на профессиональном уровне, выйдя в основном составе в гостевом матче Кубка Турции с «Бугсашспором».
22 февраля 2019 года 20-летний футболист дебютировал в турецкой Суперлиге, выйдя на замену в самой концовке гостевого поединка против «Гёзтепе». Спустя полтора месяца Акпынар забил свой первый гол на высшем уровне, отметившись в самой концовке домашней игры с «Антальяспором». Летом 2019 года он был отдан в аренду клубу Второй лиги «Хекимоглу Трабзон».
Играл за юношескую сборную Азербайджана.